# EuroMediterranean Airline
EuroMediterranean Airline is een Egyptische chartermaatschappij met haar thuisbasis in Caïro.
EuroMediterranean Airline is opgericht in 2006 door Air Italy en Egyptische investeerders. Op 22 april 2007 is gestart met de vluchtuitvoering.

## Vloot
De vloot van EuroMediterranean Airline bestaat uit:(mei 2007)
- 1 Boeing B-757-200